# ティラーノ
ティラーノ（伊: Tirano）は、イタリア共和国ロンバルディア州ソンドリオ県にある、人口約8,800人の基礎自治体（コムーネ）。県都ソンドリオ、モルベーニョに次ぎ、県内第3位の人口を有するコムーネである。
アッダ川河畔の小都市で、16世紀に建設された聖母教会がある。2つの鉄道の終着点であり、特に北へスイス領に抜けるレーティッシュ鉄道ベルニナ線は山岳鉄道として著名である。

## 地理

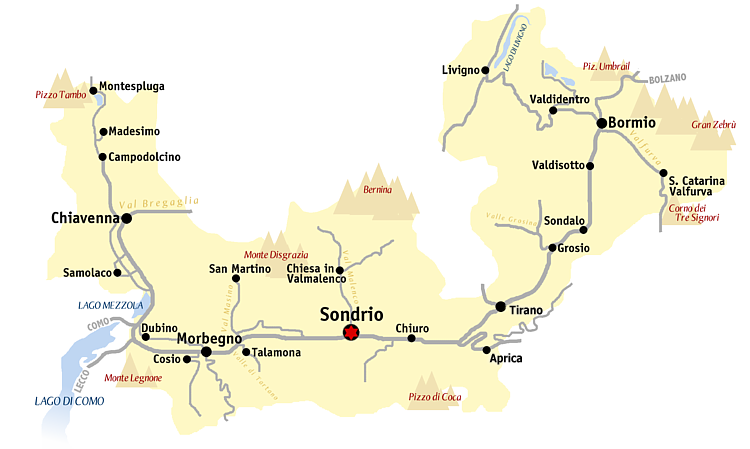
ソンドリオ県概略図

### 位置・広がり
ソンドリオ県東部に所在するコムーネである。県都ソンドリオの東北東24km、サンモリッツの南東40km、ブレシアの北75km、州都ミラノの北東113kmに位置する。
ティラーノの北西にあたるヴァル・ポスキアーヴォは、アッダ川支流の谷筋であるがスイス領（グラウビュンデン州ベルニナ地区となっており、スイス領がイタリア領に食い込む形状になっている。ティラーノ市街から約2kmの地点にスイスとの国境が迫っており、北西約5kmにはスイス領ブルージオの町がある。

### 隣接コムーネ
隣接するコムーネは以下の通り。BSはブレシア県所属。CHはスイス領で、CH-GRはグラウビュンデン州所属を示す。
| - ヴェルヴィオ - 北東 - セルニオ - 東 - コルテノ・ゴルジ (BS) - 南東 - ヴィッラ・ディ・ティラーノ - 西 - ブルージオ (CH-GR) - 北西 |

### 地勢・地形
- 河川：アッダ川、ポスキアヴィーノ川（イタリア語版）

### 地震分類
イタリアの地震リスク階級 (it) では、3 に分類される
。
- ティラーノ市内のアッダ川
- 聖母教会
- カヴール広場 (Piazza Cavour)

## 行政

### 山岳部共同体
広域行政組織である山岳部共同体「ヴァルテッリーナ・ディ・ティラーノ山岳部共同体」 (it:Comunità montana della Valtellina di Tirano) の事務所所在地である。

### 分離集落
ティラーノには、以下の分離集落（フラツィオーネ）がある。
- Baruffini, Cologna, Madonna, Roncaiola

## 文化・観光
「スローシティ」加盟都市である。

## 交通

### 鉄道
- RFI（FS）
  - ティラーノ＝レッコ線 (it:Ferrovia Tirano-Lecco) :
    - 〔レッコ - ソンドリオ〕 - ティラーノ
- レーティッシュ鉄道 (RhB)
  - ベルニナ線
    - 〔サンモリッツ - ポスキアーヴォ〕 - ティラーノ

FS（旧イタリア国鉄、管理はRFI、運行はトレニタリア）のティラーノ＝レッコ線（標準軌）がソンドリオやレッコとの間を、スイスのグラウビュンデン州を中心とする鉄道会社・レーティッシュ鉄道のベルニナ線（狭軌）がスイスのサンモリッツとを結んでおり、両路線の終着駅となっている。先に開通したのはソンドリオとの間の鉄道（1902年）で、1908年にベルニナ鉄道（現・レーティッシュ鉄道ベルニナ線）が開通した。両者の駅は隣り合っているが駅舎は別である。また、ベルニナ線は市内で路面を走る。
沿線に優れた自然景観が広がるベルニナ線は、「ベルニナ急行」が走る観光路線であるとともに、20世紀初頭の鉄道技術の例証を示すものとして世界遺産「レーティッシュ鉄道アルブラ線・ベルニナ線と周辺の景観」にも登録されている。
なお、1910年代に日本の小田原電気鉄道（のちの小田急箱根）が鉄道線（箱根登山電車）を建設した時にベルニナ鉄道を参考にしており、これが縁で1979年に箱根登山鉄道（当時）とレーティッシュ鉄道は姉妹鉄道協定を結んでいる。ティラーノ駅には箱根登山鉄道から寄贈された、「ティラノ」の日本語の駅名看板が展示されている。
- RFIのティラーノ駅
- ベルニナ線のティラーノ駅
- 聖母教会（イタリア語版）とベルニナ線の列車（1992年）